# 尼尼安·史蒂芬

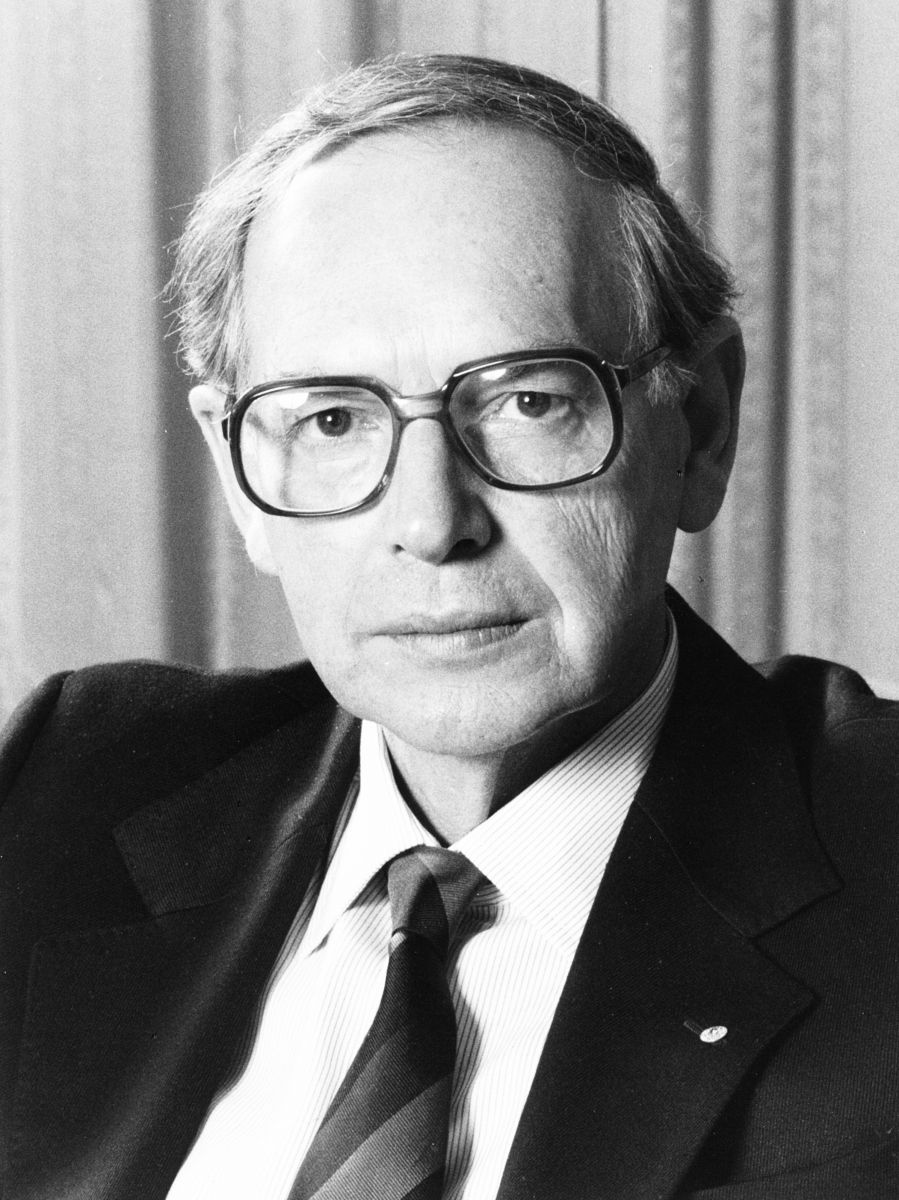
尼尼安·史蒂芬

尼尼安·史蒂芬（英語：Ninian Stephen，1923年6月15日—2017年10月29日）是一名澳洲政治人物、澳洲總督（1982—1989年），出生於英格蘭牛津郡。二戰期間史蒂芬移民至澳洲墨爾本，1972年至1982年任職澳洲高等法院大法官，隨後出任總督。史蒂芬於2017年去世。

## 外部連結
- Supreme Court of Victoria Website （页面存档备份，存于）
- The Bob Hawke Prime Ministerial Centre website
- Obituary （页面存档备份，存于） by Geoffrey Robertson, The Guardian
- Australian Senate condolences:  (PDF). Parliament of Australia: 45–53. 13 November 2017  [23 November 2017]. （原始内容存档 (PDF)于2023-10-14）.